# Euzebiusz z Nikomedii
Euzebiusz z Nikomedii (zm. 341) – biskup Konstantynopola w latach 339–341. 
Euzebiusz był początkowo biskupem Bejrutu, w latach 330–339 biskupem Nikomedii, a następnie do śmierci – Konstantynopola. Był blisko związany z dworem cesarskim. Miał wpływ na politykę religijną Konstantyna I Wielkiego i Konstancjusza II. Należał obok Ariusza do głównych przedstawicieli arianizmu. 

## Życiorys
Był uczniem Lucjana z Antiochii. Gdy w 320 r. synod w Aleksandrii pod przewodnictwem patriarchy Aleksandra potępił nauki Ariusza, Euzebiusz zwołał synod w Bitynii, na którym oczyszczono Ariusza z zarzutów i okazano mu wsparcie. Ariusz znalazł po 330 r. również schronienie w Nikomedii, gdzie mógł spokojnie działać.
Euzebiusz miał duży wpływ na cesarza Konstantyna Wielkiego i na jego syna, Konstancjusza II. W kwietniu 337 r. na łożu śmierci ochrzcił cesarza Konstantyna I. Opiekował się małoletnim Flaviusem Claudiusem Iulianusem.
Podczas Soboru Nicejskiego I (325) dzięki staraniom Anatanazego Wielkiego  potępiono poglądy arian, jednak nie wymieniono Ariusza z imienia. Podpisał credo nicejskie, lecz został później – ze względu na sprzeciw wobec cesarza – zesłany na wygnanie. Ponieważ jednak miał duży wpływ na siostrę cesarza Konstancjusza, Konstancję, dość szybko (328) został z wygnania odwołany.
W 341 r. konsekrował biskupa Wulfilę, którego wysłał na misję wśród Gotów.

## Dzieła Euzebiusza z Nikomedii
Był autorem listów w obronie Ariusza. Ponadto spisał kilka kronik, w których przedstawił historię świata od biblijnego Adama. Kroniki te zostały przetłumaczone z greki na łacinę przez Hieronima ze Strydonu, a następnie uzupełnione przez Prospera z Akwitanii.